# Markus Grigo
Markus Grigo (født 23. juli 1969 i Hessen) er en tysk bager og dessertkok. Siden 2017 har han været dommer i tv-programmet Den store bagedyst.

## Historie
Grigo kom til verden i 1969 i den tyske delstat Hessen. Han var en del af en søskendeflok på seks børn, der sammen med forældrene flyttede en del, da han var ung.
I Tyskland blev han uddannet som både kok og bager, samt kom halvvejs igennem tjeneruddannelsen, inden han i 1990 som 20-årig rejste til London, hvor han fik arbejde som konditor på Royal Lancaster Hotel. I London blev Markus Grigo forelsket i en dansk pige, hvilket resulterede i, at han i 1991 flyttede til Viborg i Danmark sammen med sin nye kæreste.
Siden ankomsten til Danmark har Grigo arbejdet med desserter og søde sager. Han har blandt andet været ansat hos Jan Hurtigkarl, og i over syv år var han hos Søllerød Kro. Han har skrevet flere bøger om søde sager, ligesom han har drevet eget firma med specialfremstillede kager. Desuden har han flere gange deltaget i GO' Morgen Danmark på TV 2 og Aftenshowet på DR. I dag arbejder han som teknolog hos virksomheden Aasted i Farum, der fremstiller maskiner og chokolade til kageindustrien.
Fra 2017-sæsonen blev Markus Grigo og Katrine Foged Thomsen de nye dommere i tv-programmet Den store bagedyst, hvor de afløste Jan Friis-Mikkelsen og Mette Blomsterberg.